# GUTenberg
Pour les articles homonymes, voir Gutenberg.
GUTenberg est un groupe d'utilisateurs de TeX (GUT). Cette association a pour but de faciliter l'utilisation des logiciels TeX, LaTeX et de leurs logiciels compagnons dans le monde francophone ; GUTenberg est actuellement le principal GUT français actif.
L'association a été fondée le 23 septembre 1988 à Paris. Son siège est à Paris.

## Activités
GUTenberg édite une revue, les Cahiers GUTenberg ainsi qu'une lettre d’informations courantes à destination de ses adhérents, la Lettre GUTenberg. Les archives de ces deux publications sont consultables en ligne.
Avec les autres groupes d'utilisateurs de TeX, GUTenberg développe la distribution libre de TeX TeX Live qui est publiée chaque année, envoyée gratuitement aux adhérents de l'association sur DVD et mise à disposition de tous sur le CTAN.
GUTenberg organise régulièrement des manifestations pour ses adhérents et pour tous ceux qui s'intéressent aux développements de TeX. Notamment, les Journées GUTenberg sont tenues au moins une fois par an, avec des conférences de tous niveaux autour de TeX, LaTeX, la typographie… L'association coorganise aussi la conférence EuroTeX, rencontre pour les utilisateurs de TeX en provenance de toute l'Europe. Ainsi, la conférence EuroTeX 2005 a été organisée conjointement avec le groupe d'utilisateurs de TeX allemand, DANTE, pour fêter le 16e anniversaire simultané des deux associations.
L'association organise avec le département « Génie thermique & énergie » de l'université du Littoral-Côte-d'Opale et le club Linux Nord-Pas-de-Calais un stage gratuit de formation à LaTeX. Ce stage d'une journée a lieu tous les ans à Dunkerque en fin d'année universitaire.
Enfin, GUTenberg propose aux utilisateurs de (La)TeX divers services d'aide en ligne :
- une liste de diffusion,
- une foire aux questions collaborative (FAQ),
- texnique.fr, un forum de questions et réponses.

Ces trois services sont ouverts à tous.